# Phyllanthus madagascariensis
Phyllanthus madagascariensis är en emblikaväxtart som beskrevs av Johannes Müller Argoviensis. Phyllanthus madagascariensis ingår i släktet Phyllanthus och familjen emblikaväxter.

## Underarter
Arten delas in i följande underarter:
- P. m. kalambatitrensis
- P. m. madagascariensis